# San Martín del Río
San Martín del Río è un comune spagnolo di 269 abitanti situato nella comunità autonoma dell'Aragona.
Di grande interesse il suo Museo del Vino, con un'ampia gamma di attrezzi, moderni ed antichi, utilizzati in enologia. Nel centro del paese si erge la bella chiesa in stile rinascimentale di San Martín (San Martino) del XVI secolo, affiancata da una torre mudéjar edificata nella seconda metà del Cinquecento.